# Hasle Sogn (Bornholm)
 For alternative betydninger, se Hasle Sogn. (Se også artikler, som begynder med Hasle Sogn)
Hasle Sogn er et sogn i Bornholms Provsti (Københavns Stift).
Rutsker Sogn hørte til Nørre Herred i Bornholms Amt og var i 1800-tallet anneks til Hasle Sogn, som lå i Hasle Købstad og kun geografisk hørte til herredet. Købstaden blev ved kommunalreformen i 1970 kernen i Hasle Kommune, som Rutsker sognekommune også blev indlemmet i. I 2003 indgik Hasle Kommune i Bornholms Regionskommune.
I Hasle Sogn ligger Hasle Kirke.
I sognet findes følgende autoriserede stednavne:
- Bæle (bebyggelse)
- Campanella (bebyggelse)
- Gammelværk (bebyggelse)
- Hasle (bebyggelse)
- Hasle Bygrunde (bebyggelse, ejerlav)
- Hasle Markjorder (bebyggelse, ejerlav)
- Levka (bebyggelse)
- Lystskoven (bebyggelse)
- Smaragdsøen (vandareal)
- Staldene (bebyggelse)
- Strandmarken (bebyggelse, ejerlav)